# タスカルーサ郡 (アラバマ州)
タスカルーサ郡（英: Tuscaloosa County）は、アメリカ合衆国アラバマ州の西部に位置する郡である。人口は22万7036人（2020年）。郡庁所在地はタスカルーサであり、同郡で人口最大の都市である。タスカルーサは1826年から1845年までアラバマ州の州都だった。郡名はチョクトー族インディアンの酋長タスカルーサから採られた。
タスカルーサ郡の面積はボールドウィン郡に次いで州内第2位である。

## 歴史
タスカルーサ郡は1818年2月6日に設立された。観光の呼び物としては、アラバマ大学のアメリカンフットボール試合、ベア・ブライアント博物館、ケンタック芸術祭、ディケンズ中心街、国際都市祭、タスカルーサ・クリスマス山車がある。
主な農産物としては、干し草、トウモロコシ、綿花、大豆、小麦、キンギョソウがある。主要企業としては日本ビクター、メルセデス・ベンツUSAインターナショナル、ユニロイヤル・グッドリッチ、ファイファーがある。

### 1998年
1998年4月8日、藤田スケールF3の竜巻がタスカルーサ市北東部を襲った。この突風で2人が負傷し、移動住宅を含む5戸の家屋が損傷した。竜巻はホルマンからノースポートまで17マイル (27 km) を移動し、さらに17戸の家屋が破壊された。その後藤田スケールF5の竜巻が発生し、タスカルーサ市北東部、ブラックウォリア川近くを襲った後、西のジェファーソン郡に入った。

### 2011年
2011年4月27日、幅半マイル (800 m) に広がる竜巻が郡を襲い、死者44人、負傷者1,000人以上を出し、大量の物的損壊があった。郡内のDCH病院だけでも、竜巻の後で1,000人以上の負傷者を治療した。「50人以上の子供達が一人で」病院に到着し、両親を失った可能性について質問した。そのうち30人は重傷だったので小児外傷病棟に移された。ウォルター・マドックス市長は「地図から抹消されたような地域がある」と語った。
4月29日、バラク・オバマ大統領がタスカルーサ市の竜巻被害の視察に訪れ、「このような惨状を見たことが無い」と語った。
この竜巻は4月25日から28日にかけて連続して発生したものの1つだった。

## 地理
タスカルーサ郡はアラバマ州中西部の通常「西アラバマ」と呼ばれる地域にある。アパラチア山脈とメキシコ湾岸平原の境界部にあり、多様な地形をしている。
アメリカ合衆国国勢調査局に拠れば、郡域全面積は1351.23平方マイル (3,499.7 km2)であり、このうち陸地1324.37平方マイル (3,430.1 km2)、水域は26.85平方マイル (69.5 km2)で水域率は1.99%である。

### 交通

#### 主要高規格道路

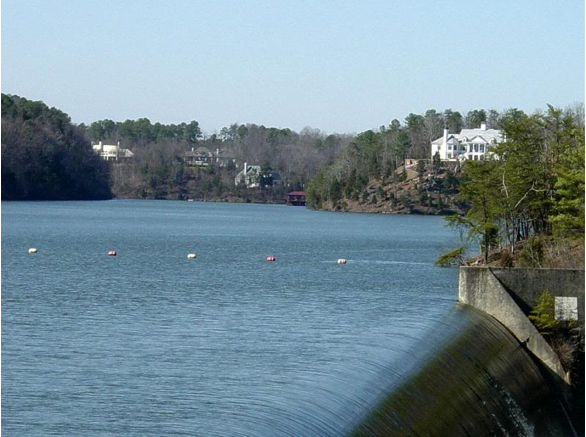
タスカルーサ湖

- 州間高速道路20号線/州間高速道路59号線
- 州間高速道路359号線
- アメリカ国道11号線
- アメリカ国道43号線
- アメリカ国道82号線
- アラバマ州道5号線
- アラバマ州道69号線
- アラバマ州道215号線
- アラバマ州道216号線
- アラバマ州道297号線

#### 有料道路、有料橋
| 道路名                         | 南西終点       | 北東終点       | 全長            | 利用料     | 注 |
| ------------------------------ | -------------- | -------------- | --------------- | ---------- | -- |
| ブラックウォリア・パークウェイ | タスカルーサ市 | ノースポート市 | 4.9 mi (7.8 km) | 1.25米ドル |    |

- 有料橋: ブラックウォリア・パークウェイ橋

#### 鉄道
- ノーフォーク・サザン鉄道
- アムトラック
- アラバマ・サザン鉄道
- CSXトランスポーテーション

### 隣接する郡
- ウォーカー郡 - 北東
- ジェファーソン郡 - 東
- ビブ郡 - 南東
- ヘイル郡 - 南
- グリーン郡 - 南西
- ピケンズ郡 - 西
- ファイエット郡 - 北西

### 国立保護地域
- タラデガ国立の森（部分）

## 人口動態
以下は2000年国勢調査による人口統計データである。
| 基礎データ - 人口: 164,875人 - 世帯数: 64,517 世帯 - 家族数: 41,677 家族 - 人口密度: 48人/km2（124人/mi2） - 住居数: 71,429軒 - 住居密度: 21軒/km2（54軒/mi2） 人種別人口構成 - 白人: 68.12% - アフリカン・アメリカン: 29.31% - ネイティブ・アメリカン: 0.23% - アジア人: 0.92% - 太平洋諸島系: 0.03% - その他の人種: 0.56% - 混血: 0.82% - ヒスパニック・ラテン系: 1.29% 先祖による構成 - イギリス系：31.2% - アフリカ系：29.31% - アイルランド系：8.9% - ドイツ系：7% - スコットランド・アイルランド系：2.9% - スコットランド系：2% 年齢別人口構成 - 18歳未満: 23.4% - 18-24歳: 16.5% - 25-44歳: 28.1% - 45-64歳: 20.8% - 65歳以上: 11.3% - 年齢の中央値: 32歳 - 性比（女性100人あたり男性の人口） - 総人口: 92.8 - 18歳以上: 89.5 | 世帯と家族（対世帯数） - 18歳未満の子供がいる: 30.3% - 結婚・同居している夫婦: 47.2% - 未婚・離婚・死別女性が世帯主: 14.0% - 非家族世帯: 35.4% - 単身世帯: 28.4% - 65歳以上の老人1人暮らし: 8.3% - 平均構成人数 - 世帯: 2.42人 - 家族: 3.00人 収入と家計 - 収入の中央値 - 世帯: 34,436米ドル - 家族: 45,485米ドル - 性別 - 男性: 34,807米ドル - 女性: 24,128米ドル - 人口1人あたり収入: 18,998米ドル - 貧困線以下 - 対人口: 17.0% - 対家族数: 11.3% - 18歳未満: 19.5% - 65歳以上: 13.2% |

人口の集中地はタスカルーサ市とノースポート市で作る大都市圏にあり、コーリング町とコーカー町および国勢調査指定地域のホルトを含む。2000年時点でこの地域の人口は103,367人（未編入郊外部を除く）であり、郡人口の62.7%を占め、面積は郡領域の6.9%に過ぎなかった。この地域の人口密度は1,137人/mi2 (439人/km2) であり、この地域以外の郡では44人/mi2 (17人/km2)　に過ぎなかった。

## 政治
アメリカ合衆国下院議員の選挙ではアラバマ州第6選挙区と第7選挙区に入っており、それぞれ共和党員と民主党員を選出している。司法区分ではアメリカ合衆国地区裁判所アラバマ州北地区に入っている。
2008年アメリカ合衆国大統領選挙では、共和党のジョン・マケインに58%の支持を与え、対するバラク・オバマは42%だった。

## 都市と町

### 市
- タスカルーサ - 郡庁所在地
- ノースポート

### 町
- ブルックウッド
- コーリング
- コーカー
- レイクビュー
- マウンドビル（一部はヘイル郡）
- バンス（一部はビブ郡）

### 国勢調査指定地域
- ホルト

### 未編入の町
- ノースビブ（一部はビブ郡）

## 教育
タスカルーサ郡教育システムはタスカルーサ市域外に住む生徒を教育している。このシステムは1871年から運営されている。タスカルーサ市域外の7選挙区から選ばれた7人の委員で構成される教育委員会が管理しており、委員会が指名する監督官が日々の運営を行っている。2005年から2006年の教育年度では16,318人の児童生徒が学んでいた。小学校16校、中学校7校、高校5校の他、タスカルーサ地域拘置センターと才能があり特別な需要のある子供のためにスプレーベリー地域教育センターがある。
タスカルーサ市教育システムはタスカルーサ市内の生徒を教育している。
高等教育機関としてアラバマ大学とスティルマン・カレッジがあり、どちらもタスカルーサ市内にあり、4年制大学である。

## 建造物
ウィンダムスプリングス近くのテレビ・アラバマ・タワーとWTTOタワーは鋼線支持テレビ塔である。郡内で最も高い建造物である。